# Horten Futsal
L'Horten Futsal è stata una squadra norvegese di calcio a 5, con sede ad Horten.

## Storia
L'Horten è stato incluso nella prima edizione della Futsal Eliteserie, nella stagione 2008-2009: il campionato, riconosciuto dalla Norges Fotballforbund, ha visto la partecipazione di 10 compagini. La squadra ha giocato la prima partita in questo torneo in data 29 novembre 2008, perdendo per 4-9 contro il KFUM Oslo. L'Horten ha chiuso la stagione al 7º posto in classifica. La squadra ha giocato nel campionato norvegese fino al termine del NFF Futsal Eliteserie 2012-2013, cessando poi la propria attività.

## Stagioni precedenti
- 2008-2009
- 2009-2010